# Tommy Doherty
Thomas Edward Doherty (Bristol, 1979. március 17. –) északír válogatott labdarúgó.

## Mérkőzései az északír válogatottban
| #  | Dátum                | Ellenfél              | Eredmény | Kiírás              | Esemény |
| -- | -------------------- | --------------------- | -------- | ------------------- | ------- |
| 1. | 2003. június 3.      | Olaszország           | 0 – 2    | barátságos mérkőzés | 86'     |
| 2. | 2003. június 11.     | Spanyolország         | 0 – 0    | Eb-selejtező        | 80'     |
| 3. | 2003. szeptember 6.  | Ukrajna               | 0 – 0    | Eb-selejtező        | 47' 69' |
| 4. | 2003. szeptember 10. | Örményország          | 0 – 1    | Eb-selejtező        | 29'     |
| 5. | 2004. április 28.    | Szerbia és Montenegró | 1 – 1    | barátságos mérkőzés | 77' 78' |
| 6. | 2004. október 9.     | Azerbajdzsán          | 0 – 0    | Vb-selejtező        |         |
| 7. | 2004. október 13.    | Ausztria              | 3 – 3    | Vb-selejtező        | 34' 86' |
| 8. | 2005. február 9.     | Kanada                | 0 – 1    | barátságos mérkőzés | 46'     |
| 9. | 2005. március 26.    | Anglia                | 0 – 4    | Vb-selejtező        | 60'     |

## Sikerei, díja
Wycombe Wanderers FC:
- League Two bronzérmes: 2008-09